# Лили Лејк (Илиноис)
Лили Лејк (енгл. Lily Lake) град је у америчкој савезној држави Илиноис.

## Демографија
По попису из 2010. године број становника је 993, што је 168 (20,4%) становника више него 2000. године.
| Група             | 2000.       | 2010.       |
| Белци             | 797 (96,6%) | 941 (94,8%) |
| Афроамериканци    | 7 (0,8%)    | 3 (0,3%)    |
| Азијати           | 2 (0,2%)    | 2 (0,2%)    |
| Хиспаноамериканци | 17 (2,1%)   | 46 (4,6%)   |
| Укупно            | 825         | 993         |